# Oporów-Kolonia
Oporów-Kolonia [pronunciación en polaco: /ɔˈpɔruf kɔˈlɔɲa/] es un pueblo en el distrito administrativo de Gmina Oporów, dentro del Distrito de Kutno, Voivodato de Łódź, en Polonia central. Se encuentra aproximadamente 14 kilómetros al este de Kutno y 53 kilómetros al norte de la capital regional, Łódź.
El pueblo tiene una población aproximada de 140 habitantes.